# Antonio Cordero Fernández
Antonio Cordero Fernández (Sevilla, 1823 - [...?], 1882) fou un tenor d'òpera i professor de cant espanyol.
Ingressa com a infant seise a la Catedral de la seva ciutat nadiua, estudiant la música sota la direcció del mestre de capella metropolitana, el famós Hilarión Eslava, ocupant aquest lloc fins al 1843, en què es contractà com a tenor com primari en una companyia d'òpera italiana que funcionà amb èxit en els principals teatres d'Andalusia. El 1849 entrà mitjançant oposició, com a segon tenor de la Capella Reial.
Dedicat a l'ensenyament del cant, el 1866 obrí a Madrid una Escuela lirico-dramática, a la que acudiren nombrosos alumnes. Se li deu l'obra: Escuela completa del canto en todos sus gèneros (Madrid, 1858).